# Kingsoft Internet Security
キングソフトセキュリティCare+（旧製品名：キングソフトセキュリティPro、KINGSOFT Internet Security）（中国名：金山毒覇）とはキングソフト社（中国名：金山軟件有限公司）が提供するWindows専用の無料および低価格帯の総合セキュリティソフトである。本項では主にインターネットセキュリティスイート「Kingsoft Internet Security 2015」について解説する。なお、2022年10月25日に「キングソフトセキュリティPro」をリリース、2025年5月15日に最新版の「キングソフトセキュリティCare+」がリリースされた。

## 製品の概要
ウイルスパターンファイルをクラウド型サーバにて管理する、クラウドウイルススキャンを特徴とする。
一般的なウイルス検出方式であるパターンマッチングは、最新のコンピュータウイルスを検出するためにはユーザーが最新のウイルス定義ファイルをパソコン内にダウンロードする必要があり、次々と生まれる新種のウイルスへの対応にタイムラグが生じていた。
キングソフトの発表によるとこの技術によって95%の未知ファイルの安全性を1分以内で解析するとしており、新種ウイルスへの対応が格段にスピードアップした。
また、一部のパターンファイルは従来通りローカルのパソコン側を置くことで、USB型などのオフラインでの感染の多いコンピュータウイルスにも対応した「ダブル防御」もセールスポイントして挙げられる。
2010年8月実施のセキュリティソフトの評価機関であるAnti-Virus Comparativesの「パフォーマンステスト」において、Panda Internet Security 2011に次ぐ世界第2位の評価を得ており、日本国内で利用できる無料セキュリティソフトとしては、もっとも軽快とされる。
検出性能に関しては、既知ウイルス検出の認証テスト機関「Virus Bulletin 100% award (VB100)」などでの多くの受賞歴がある。一方で日本国内の未知ウイルスに対しての検出力が弱点とされているが、中国のコンピュータウイルスへの検出性能は非常に高いという見解もある。
最新版の「キングソフトセキュリティCare+」は、『パソコンに負荷をかけない軽容量』を踏襲しつつ、AI技術を軽量化したインテリジェントスキャンエンジン搭載の「AIウイルススキャン機能」のほか、パソコンの不調や問題に対し最適な回答を提供する「PCドクター」などの機能を備えたセキュリティ対策ソフトである。
「Kingsoft Internet Security 2015」は以下の2つのプログラムから成り立つ。
Kingsoft Anti-Virus 2015
ウイルス駆除ソフト。32bit版PCにインストールした場合は不要ファイルの削除などパソコンのメンテナンスを手軽に行える「ツールボックス」機能が含まれている。
KINGSOFT System Defender
ユーティリティソフトウェア。パソコンを最適化し、快適にパソコンを動作させることができる。不要なファイルやキャッシュなどを発見し最適化することによって、パソコンにかかる負荷を軽減する。そして、パソコンの環境を整え、動作不良などを未然に防ぐことができる。

## 製品の特徴
- 無料広告版（無料版）には、ポップアップ広告が表示される「無料広告あり版」と、ブラウザでトップページがStartHomeに固定される「無料広告なし版」があり、ポップ広告やStartHomeに固定が無い「有料版」がある。
- 旧版の「Kingsoft Internet Security Free」と「Kingsoft Internet Security 2007」はシリアルの購入があるか無いかで、ソフトウェアの表記が変わる。「Kingsoft Internet Security U」「Kingsoft Internet Security 2011」「Kingsoft Internet Security 2012」「Kingsoft Internet Security 2013」「Kingsoft Internet Security 2015」では無料広告版と有料版ともに表記は同じである。
- 他社の製品に比べてソフト自体のサイズが小さく、軽い。特に最新の「Kingsoft Internet Security 2013」のCPU使用率、メモリ使用量の少なさが特徴とされている。
- 中国国内で流行したウイルスに強いとされている。
- 日本国内で450万人、全世界では2000万人が利用しているという。
- クラウド化によりほぼリアルタイムでのウイルスパターンファイルの更新が行われる。
- 64BitOSに対応。
- 「キングソフトセキュリティCare+」では、マルウェアからパソコンを守るため、AI技術を軽量化したインテリジェントスキャンエンジン搭載の「AIウイルススキャン」を採用している。

## プラン
公式サイトによると、使い方に応じた３つのプランと、30日間の無料体験版がある。(詳細は公式ページ参照)

## ステルスマーケティング騒動
キングソフトは、このソフトウェアの「ポジティブな評判形成」のために、著名人たちにステルスマーケティング（ステマ）ともとれるような協力の依頼をしていたことが、セキュリティ研究者の高木浩光により明らかになった。これは、高木がキングソフトから届いたメールを暴露したものである。内容は、「次期バージョンをリリースするタイミングでネット、ソーシャルでの良好な評判を形成したい」「ポジティブな評判形成に協力してほしい」「『無料セキュリティソフトって良いよね』、『無料の中ではキングソフト良いよね』といった論調にしていきたい」「執筆料金も相談に応じる」といったものであった。キングソフトでは、数十人の業界のオピニオンリーダーや著名ライターらに対して打診メールを送っていたことを認めているが、ステルスマーケティングの意図はなかったと弁明した。しかしネット上では騒動となり、ツイッターではキングソフト製品を褒めたたえるわざとらしいコメントが「#お金ください」「#振込待ってます」というハッシュタグ付きで多数ツイートされる騒ぎとなった。

## 歴史
2005年
- 9月14日 提供開始。大手数社の寡占状態では新規参入が難しいとの理由から、通常は6ヶ月の無償期間を1年に延長した特別版を100万本限定で提供した。

2006年
- 2月13日 100万本に達成。
- 5月17日 社会貢献の一環として、小中高学校の利用に対して無償提供を開始。
- 12月31日 この日まで無期限版を1980円で販売を行った。通常は3980円。

2007年
- 6月29日 3ユーザー用（ゼロバイスリー）を3,880円で提供開始。1ユーザー用無期限版（3,900円）の販売価格を2,980円に改訂。
- 6月29日 - 7月15日 バージョン2007無期限版 1ユーザー用 ダウンロード版2,980円を1,980円の特別キャンペーン価格で販売。
- 7月19日 2007を元にした従来の機能がすべて利用可能な無料版を提供。製品版と同じ機能が利用可能。ソフト上および更新完了時のポップアップ通知上に広告が表示される。広告が配信されることに抵抗のあるユーザーを考慮し、従来の製品版は継続して提供される。
- 8月29日 2ちゃんねる検索（Find 2ch）にて「Kingsoft Internet Security free」のパートナー版を初めて提供。
- 9月3日 2007で、従来の6ヶ月試用版の代わりに無料試用版が同梱されるようになった。
- 10月1日 株式会社オプトリンクスが「KINGSOFT Internet Security free オプトメディア版」の配布を開始。

2008年
- 4月22日 「Kingsoft Internet Security U」のベータ版を公開。
- 6月2日 「Kingsoft Internet Security U」を公開。正式版の公開にあわせ価格体系を変更し無期限版を値下げ。
- 6月30日 新種ウイルスの検体送付によるプレゼントサービスを終了。
- 10月9日 「Kingsoft Internet Security 2006（+）」のアップデート及びサポートを終了。

2009年
- 3月26日 「Kingsoft Internet Security U Service Pack 1」を公開。
- 7月15日 「Kingsoft Internet Security U SP1 quick」を公開。

2010年
- 7月8日 クラウドウイルススキャン技術を用いた新バージョン「Kingsoft Internet Security 2011」を公開。
- 10月4日 広告の代わりに料理のレシピを表示する 「KINGSOFT Internet Security 2011×節約レシピ」を公開。
- 10月6日 広告の代わりに女性向けの情報を表示する 「KINGSOFT InternetSecurity 2011 ジュエルVer」を公開。

2012年
- 2月10日 「Kingsoft Internet Security 2012」を公開。
- 10月23日 「Kingsoft Internet Security 2013」を公開。

2013年
- 1月31日 「Kingsoft Internet Security U Service Pack 1」のアップデート及びサポートを終了。
- 11月14日 「Kingsoft Internet Security 2014」を公開。

2014年
- 2月5日  既存のWindows XPに対して動作する製品について、サポートを継続すると発表しているが、4月9日以降に発表する製品については、サポートは行わないとしている。[5]。

2015年
- 9月16日 「Kingsoft Internet Security 2015」を公開。このバージョンから広告なし完全無料版の提供を開始、「不要ファイルの削除」「スケジュールスキャン」機能を追加。

2017年
- 2月13日 「Kingsoft Internet Security 2017」を公開。

2019年
- 10月10日　「Kingsoft Internet Security 20」を公開[6]。

2022年
- 10月25日 「キングソフトセキュリティPro」を公開

2025年
- 5月15日 「キングソフトセキュリティCare+」を公開

## 懸念点
キングソフトセキュリティProは、2014年以降、第三者機関の検証の検証データがないため、正確な検出率が不明。そして、中国開発のセキュリティソフトであるがゆえ、ネットでは、批判や懸念の声が集まっている。過去に、中国にデータを送っていたこともあるため、プライバシーについても懸念の声が多く集まっている。実際、EICARなどのウイルステストファイルをブロックされなかったことも明らかになっている。